# 青り4号
‘青り4号’（あおりよんごう）は、青森県で育成されたリンゴ（セイヨウリンゴ）の栽培品種の一つである。‘レッドデリシャス’と‘ゴールデンデリシャス’の交配によって作出され、1974年に登録された。果実は赤く、極めて大きくなり、重さは1キログラムを超えることがある。この大きさから、世界一 （せかいいち、Sekai Ichi）との通称がつけられた。果肉は硬く、果汁が多く、甘さ・酸味とも控えめ。

## 特徴
自家不和合性に関わるS遺伝子型はS3S9である。中生種であり、収穫期は10月上旬から中旬。
果実は円形からやや円錐形、大型から非常に大型であり、小さなもので重さ350グラム、大きなものは500–600グラム、特に大きなものは1キログラム以上になる。地色は黄緑色、全体に縞状に赤く染まる。果肉は緻密でやや硬め、シャキシャキしており、果汁が多く、甘味・酸味とも控えめ。冷蔵で3–4ヶ月ほど貯蔵可能であるが、大きすぎるものは日持ちがやや劣ることがある。

## 利用
2021年の栽培面積は約100ヘクタール、ほとんどは青森県である。
大玉品種として商品性が高く、特に贈答用や輸出用としての需要がある。
県立戦隊アオモレンジャーのリンゴレッドの必殺技として使用される。

## 歴史
1930年、青森県苹果試験場（1950年に青森県りんご試験場に改称、2009年以降は青森県産業技術センターりんご研究所）において、‘レッドデリシャス’を種子親、‘ゴールデンデリシャス’を花粉親とした交配が行われた。その実生が1946年に初めて結実し、選抜などを経て1974年に登録された。試作を行なった一般農家が、「世界一大きいりんごだ」と宣伝したため、それがこの品種の通称となった。